# Afstoting (natuurkunde)

Visualisatie van de afstoting tussen twee gelijksoortige elektrische ladingen en de aantrekking tussen twee ongelijksoortige ladingen

Afstoting of repulsie is het natuurkundige verschijnsel dat bepaalde voorwerpen op andere voorwerpen een kracht uitoefenen die zo gericht is dat de voorwerpen uit elkaar gedreven worden. 
Het bekendste voorbeeld is de afstoting tussen twee positief elektrisch geladen bollen. De kracht {\displaystyle F_{C}} waarmee twee ladingen {\displaystyle q_{1}} en {\displaystyle q_{2}} van gelijk teken met onderlinge afstand {\displaystyle r} elkaar afstoten, is volgens de wet van Coulomb:
{\displaystyle F_{C}=k\cdot {\frac {q_{1}\cdot q_{2}}{r^{2}}}}
Een ander bekend voorbeeld is de afstoting van twee gelijke magnetische polen (d.i. twee zuidpolen of twee noordpolen). In het algemeen neemt de sterkte van de afstoting af naarmate de voorwerpen verder van elkaar verwijderd zijn.